# 穴部
穴部（）は、漢字を部首により分類したグループの一つ。
康熙字典214部首では116番目に置かれる（5画の22番目、午集の22番目）。

## 概要
「穴」字は洞穴を意味する。人が入ることのできる空間があり、洞穴に野宿することを「穴居」と言った。引伸して洞穴を利用した住居、動物の巣穴、墓穴、物に開けられた穴などを意味する。また動詞として穴を穿つことをも意味した。
『説文解字』は土室であり、家を表す「宀」と声符の「八」で構成される形声文字とするが、甲骨文を見ると、全部で洞穴や土室の象形とも考えられる。
偏旁の意符としては洞穴や空間に関することを示す。
穴部はこのような意符を構成要素とする漢字を収める。

## 字体差

### 1画目
「宀」同様、印刷書体（明朝体）における「穴」字の1画目には地域による差異がある。『康熙字典』は1画目を短い縦棒とし、日本・韓国はこれに従う。一方、中国の新字形・台湾の国字標準字体・香港の常用字字形表はこれを点画としている。

### 八
冠の位置にあるときの「八」部分は、『康熙字典』・日本・韓国では右の払いを釣り鉤、すなわち「儿」形に変化させる（ただし、『康熙字典』の「空」は「穴」をそのまま用いている）。台湾・香港の標準字体は釣り鉤がない。一方、中国の新字形ではこれを「ハ」のように長い点画に変化させる。
| 日本  | 韓国  | 台湾・香港 | 中国大陸 |
| ----- | ----- | ---------- | -------- |
| 穴 空 | 穴 空 | 穴 空      | 穴 空    |

## 部首の通称
- 日本：あな・あなかんむり
- 中国：穴寶蓋、穴字頭
- 韓国：구멍혈（gumeong hyeol bu、あなの穴部）
- 英米：Radical cave

## 部首字
穴
- 中古音
  - 広韻 - 胡決切、屑韻、入声
  - 詩韻 - 屑韻、入声
  - 三十六字母 - 匣母
- 現代音
  - 普通話 - ピンイン：xué 注音：ㄒㄩㄝˊ ウェード式：hsüeh2
  - 広東語 - Jyutping:jyut6 イェール式:yut6
- 日本語 - 音：ケツ（クヱツ）（漢音）・ケチ（クヱチ）（呉音） 訓：あな
- 朝鮮語 - 音：혈(hyeol) 訓：구멍（gumeong、あな）

## 例字
- 穴
- 2究・3穹・空・4穽・突（突3）・5窄・穿（穿4）・窈・6窓・窒・8窟・窪・10窮・窯・11窺・13竄・15竇・16竈（竃12:拡張新字体）・17竊（窃4）